# Afrogarypus purcelli
Espèce
Synonymes
- Garypus purcelli Ellingsen, 1912
- Geogarypus purcelli (Ellingsen, 1912)

Afrogarypus purcelli est une espèce de pseudoscorpions de la famille des Geogarypidae.

## Distribution
Cette espèce est endémique d'Afrique du Sud. Elle se rencontre au Cap-Oriental, au KwaZulu-Natal et au Limpopo.

## Description
Le mâle décrit par Neethling et Haddad en 2017 mesure 2,14 mm et la femelle 2,22 mm.

## Systématique et taxinomie
Cette espèce a été décrite sous le protonyme Garypus purcelli par Ellingsen en 1912. Elle est placée dans le genre Geogarypus par Beier en 1932 puis dans le genre Afrogarypus par Neethling et Haddad en 2017.

## Étymologie
Cette espèce est nommée en l'honneur de William Frederick Purcell

## Publication originale
- Ellingsen, 1912 : The pseudoscorpions of South Africa, based on the collections of the South African Museum, Cape Town. Annals of the South African Museum, vol. 10, p. 75-128 (texte intégral).